# Рощино (Омская область)
Ро́щино — село в Горьковском районе Омской области. Административный центр Рощинского сельского поселения.

## История
Основано в 1906 году. В 1928 году посёлок Рощинский состоял из 214 хозяйств, основное население — украинцы. В административном отношении являлся центром Рощинского сельсовета Иконниковского района Омского округа Сибирского края.

## Население
| 2002 | 2010 | 2021 |
| ---- | ---- | ---- |
| 581  | ↘412 | ↘329 |

## Улицы
| - ул. 40 лет Победы, - ул. Братьев Ватага, - ул. Виктора Гулака, - ул. Гагарина, | - ул. Мира, - ул. Московская, - ул. Совхозная, - ул. Труда. |